# Gonzalo Correas
Gonzalo Correas Íñigo (né en 1571 à Jaraíz de la Vera et mort le 17 août 1631 à Salamanque) est un humaniste, helléniste, grammairien, lexicographe, parémiologue et orthographiste du siècle d'or espagnol, principalement connu pour sa tentative de réforme orthographique phonétiste de la langue castillane.